# GNU Mailman
GNU Mailman是自GNU計劃而來，用來管理郵遞論壇的应用软件。Mailman主要使用Python編寫，目前由Abhilash Raj維護。Mailman是以GNU通用公共许可证釋出的自由软件。

## 歷史
當John Viega還是研究生的時候，他撰寫了非常早期的Mailman，但是他自己電腦上的副本在1998年的某次當機中從硬碟上消失了。CNRI的Ken Manheimer當時正在尋找Majordomo的替代品，於是就接手開發。在Manheimer離開CNRI後，Barry Warsaw就接下這份工作。Mailman 3在2015年4月釋出，是超過10年以來的第一個新的主要版本。

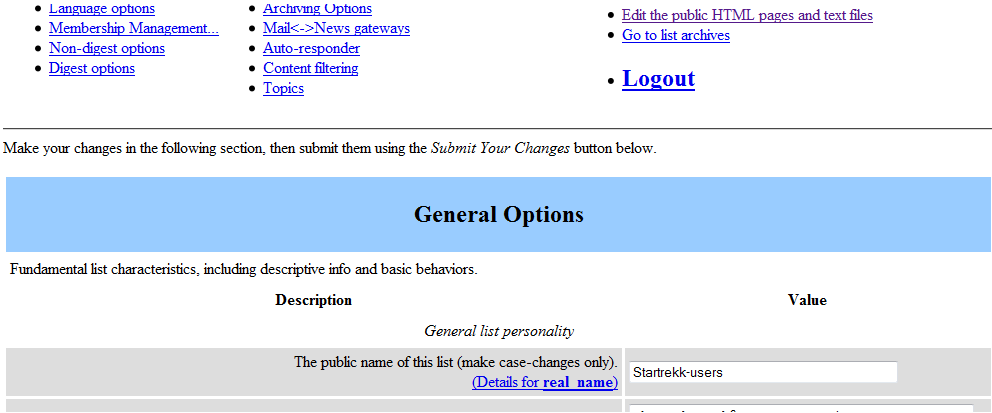
GNU Mailman 2.1的網頁管理介面

## 功能
Mailman可以在Linux與大多數的類Unix系統上執行。自Mailman 3.0開始，它需要Python 3.4或更新版本才能正常運作。其可以與Unix風格的郵件伺服器（如Postfix、Sendmail與qmail等）一同運作。
其功能包含了：
- 可為每個郵遞論壇客製首頁。
- 可透過網頁進行管理、封存訊息、垃圾電郵過濾等等。不同的權限會有不同的介面。
- 每個郵遞論壇都支援多個管理員與版主。
- 個別清單的隱私功能，如訂閱需經過審核、私人存檔、私人成員清單以及基於寄件者的發佈規則。
- 整合式垃圾電郵過濾器
- Majordomo式的電子郵件指令。
- 虛擬網域的支援。
- 清單存檔。Mailman 2預設提供的存檔器是Pipermail[8]，不過還是有其他的存檔器可以選擇。而Mailman 3的存檔器則為HyperKitty[9]。

## 外部連結
- Mailman文件 （页面存档备份，存于）
- Mailman支援郵遞論壇 （页面存档备份，存于）
- Freecode上的GNU Mailman